# Мерете Троан
Мерете Трьоан (норв. Merethe Trøan; нар. 19 травня 1970, Тронгейм) — норвезька співачка, найвідоміша за участь у пісенному конкурсі Євробачення 1992 року.

## Біографія
У підлітковому віці Трьоан та її сестра були членами вокального гурту «Pastel» разом із двома братами (не пов'язаними з Троанами). У 1985 році «Pastel» взяв участь у відборі Норвезького конкурсу Євробачення, Гран-прі Мелоді, пісня «Ring Ring Ring» стала третьою.  «Pastel» видав один однойменний альбом перед розпуском. У 1992 році Трьоан повернулася до MGP як сольний виконавець. Пісня «Visjoner» була обрана для участі 37-го пісенного конкурсу Євробачення, який відбувся в Мальме, Швеція, 9 травня.  «Visjoner» виявилася не дуже успішною, фінішувавши лише 18-ю з 23 записів, хоча виступ Трьоан запам'ятався спонтанним хихиканням в середині пісні. 
Згодом Трьоан приступила до роботи в якості озвучувача, серед її заслуг - норвезька версія «Красуні та чудовиська Діснея» та «Книга джунглів 2» .